# High Alpha Research Vehicle
F-18 HARV
Le High Alpha Research Vehicle, signifiant « véhicule de recherche sur les angles d'incidence élevés » — « alpha » (« {\displaystyle \alpha } ») étant en aéronautique la lettre attribuée à la mesure d'un angle d'incidence —, était un chasseur américain McDonnell Douglas F-18 Hornet modifié, utilisé par l'Agence aéronautique et spatiale américaine (NASA) au cours d'un programme en trois phases visant à étudier les caractéristiques du vol contrôlé à de forts angles d'incidence, utilisant la vectorisation de la poussée, des commandes de vol modifiées et des apex frontaux motorisés.
Le programme se déroula d'avril 1987 à septembre 1996,,. L'avion réalisa 385 vols de recherches et démontra la capacité à maintenir un vol contrôlé jusqu'à des angles d'attaque situés entre 65 et 70 degrés, alors que la valeur maximale initiale était de 55 degrés, et la capacité à manœuvrer avec de fortes cadences en roulis à des angles d'attaque de 65 degrés, une performance irréalisable au-delà d'un angle de 35 degrés sans l'utilisation de la poussée vectorielle,.
La combinaison de ces nouvelles technologies permit de procurer à un avion de chasse des capacités de manœuvre relativement sûres dans une partie du domaine de vol normalement considérée comme dangereuse,. Les résultats récoltés lors du programme HARV permirent aux constructeurs aéronautiques militaires américains d'améliorer leur compréhension de la mécanique du vol aux angles d'attaques élevés, ce qui devait permettre en retour de concevoir des avions pouvant évoluer en sécurité dans des parties du domaine de vol habituellement évitées par les pilotes,.
L'avion est désormais exposé au Virginia Air and Space Center à Hampton, en Virginie, aux États-Unis.

## Historique et développement

### Contexte

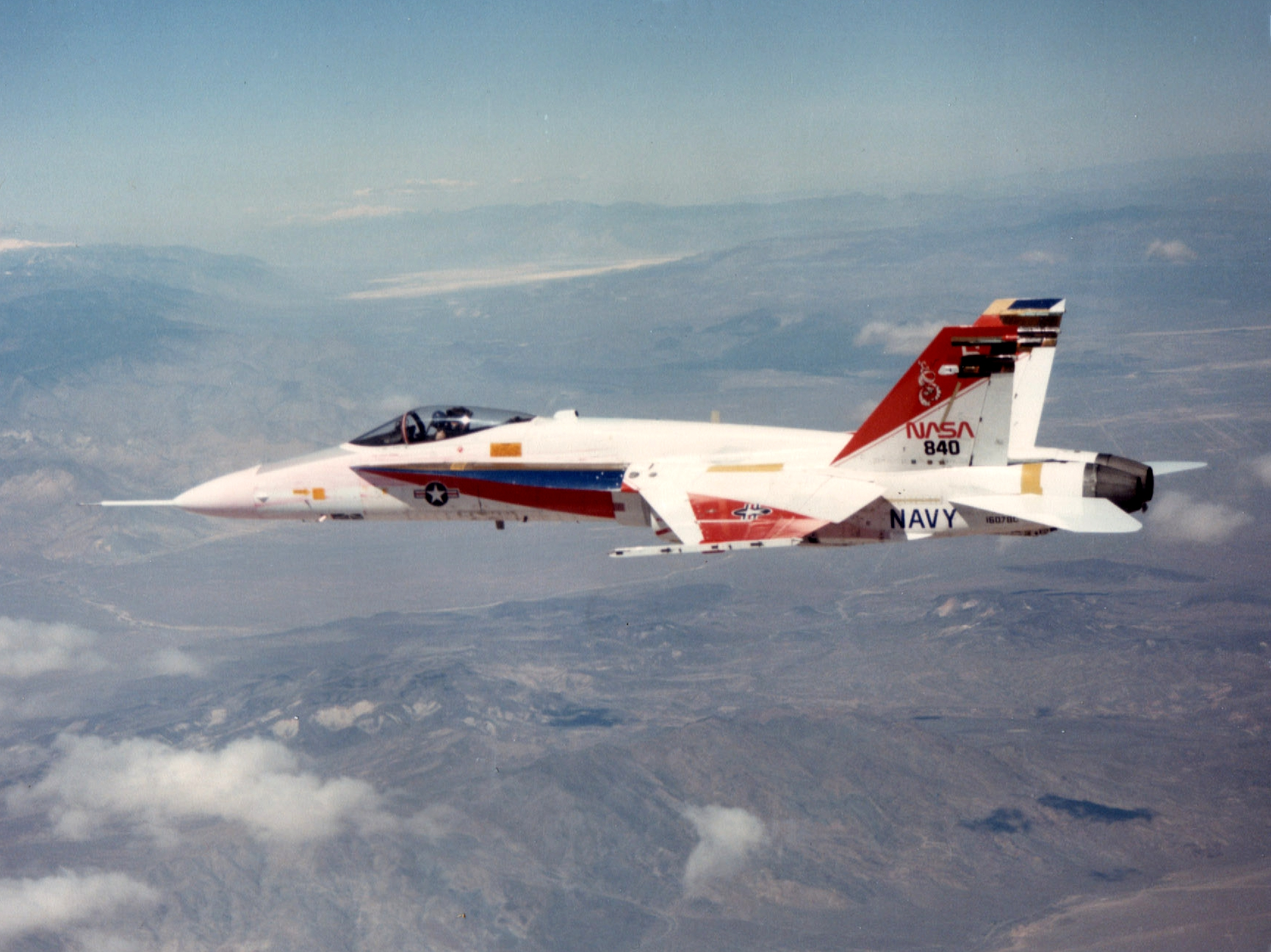
Le F/A-18A-2-MC sélectionné en 1985 pour le programme HARV.

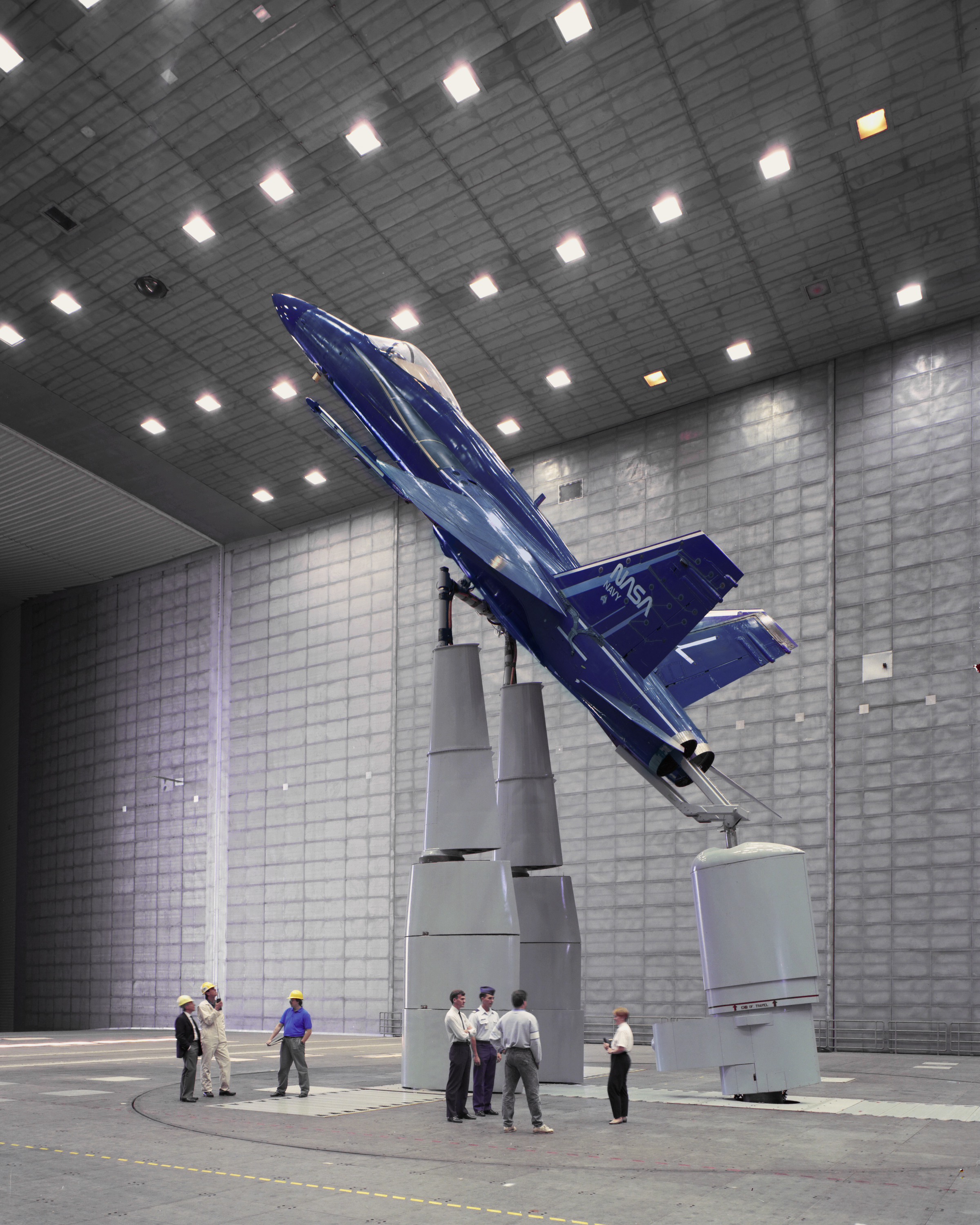
Tests en soufflerie D'une maquette de F/A-18 évoluant à des angles d'incidence élevés.

L'angle d'incidence est un terme aéronautique qui décrit l'angle de l'axe longitudinal d'un avion et de ses ailes par rapport à sa trajectoire. Lors de manœuvres serrées, l'avion se retrouve avec le nez fortement relevé, alors que l'avion continue sur sa trajectoire initiale, ce qui donne un angle d'incidence élevé, pouvant mener à la séparation du flux d'air sur de larges portions des ailes et des plans de contrôle (gouvernes). Ceci peut causer une augmentation de la traînée, ainsi qu'une forte perte de portance et d'efficacité des gouvernes, des phénomènes regroupés sous le terme de décrochage.
En 1985, la NASA démarra un programme de recherches pour l'étude de la mécanique du vol aux angles d'incidence élevés. Désigné HATP, pour « High Angle-of-Attack Technology Program » (en français : « programme de technologies pour les angles d'incidence élevés »), ce programme fut placé sous la responsabilité du Langley Research Center de la NASA, à Hampton, en Virginie,. Il devait être développé en partenariat avec les centres de recherches Ames, à Moffett Field, en Californie — renommé Dryden en 1994 — et Lewis, à Cleveland, dans l'Ohio (désormais renommé Glenn Research Center),. En plus de diriger le projet, le Centre de recherches de Langley réalisa des tests sur maquettes en soufflerie, des études de lois de contrôle avancées et des études de dynamique des fluides par ordinateur, ces dernières devant permettre de prédire le comportement aérodynamique d'un aéronef grâce à des calculs réalisés par de puissants ordinateurs. Désignées CFD, pour « Computational Fluid Dynamics », ces études furent également réalisées par le centre Ames. Le centre Lewis travailla sur les entrées d'air des moteurs et l'intégration de ces derniers à la cellule de l'avion, tandis que le centre Dryden effectua les recherches en vol. D'autres soutiens au programme vinrent de nombreux horizons, parmi lesquels l'Industrie, les académies, le département de la Défense des États-Unis — comprenant l'US Navy, l'US Air Force et l'US Marine Corps —, ainsi que d'autres participants provenant de l'OTAN. De 1990 à 1996, des conférences sur les recherches et la technologie liées aux angles d'incidence élevés se tinrent tous les deux ans au sein de la NASA,.
Grâce à un important nombre de vols d'essais, le programme HATP permit à la NASA de collecter de nombreuses données permettant de valider les essais en soufflerie et les calculs réalisés par les ordinateurs. Ces résultats permirent aux ingénieurs aéronautiques de mieux comprendre de comportement des avions aux angles d'attaque élevés, ainsi que de concevoir des systèmes évolués permettant d'étendre le domaine de vol des avions de chasse récents, tels les F-22 et F-35. La recherche sur les systèmes de poussée vectorielle fut poursuivie à Dryden avec les programmes Enhanced Fighter Maneuverability (EFM) et Advanced Controls Technology for Integrated Vehicles (ACTIVE), menés respectivement avec les prototypes X-31 et F-15 ACTIVE.
Les objectifs principaux du programme HATP étaient de produire des outils de conception aéronautiques ayant été validés en vol, afin d'améliorer la manœuvrabilité des avions aux angles d'incidence élevés. La majeure partie des efforts furent concentrés sur des domaines de l'aérodynamique, de la propulsion, des recherches sur les lois de contrôle et la manœuvrabilité. Afin de produire des résultats fiables, le personnel affecté au projet détermina que des essais en vols à taille réelle étaient essentiels afin de corriger les erreurs inévitables rencontrées par les essais sur maquettes en soufflerie et les modélisations par ordinateur. L'avion retenu par la NASA pour ce programme fut un F-18 Hornet, considéré comme étant un appareil de production au comportement déjà exceptionnel aux angles d'attaque élevés, ce qui renforça le choix de l'Agence pour ses expériences. Portant le numéro 840, il fut reçu en octobre 1984 et redésigné HARV, après avoir été modifié pour réaliser les missions du projet HATP,.

### Première phase du programme

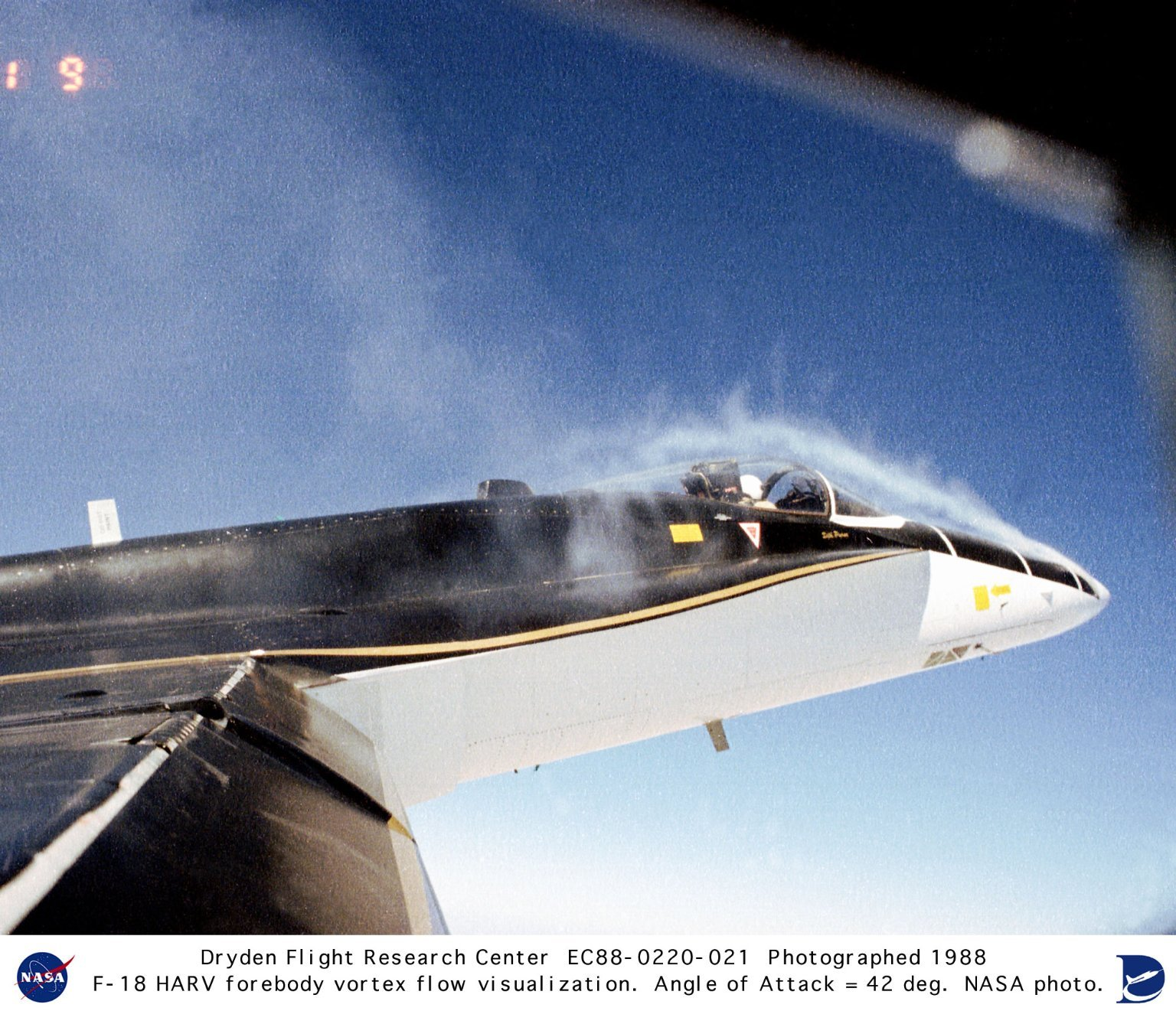
Visualisation des tourbillons d'air entourant l'appareil, à un angle d'incidence de.

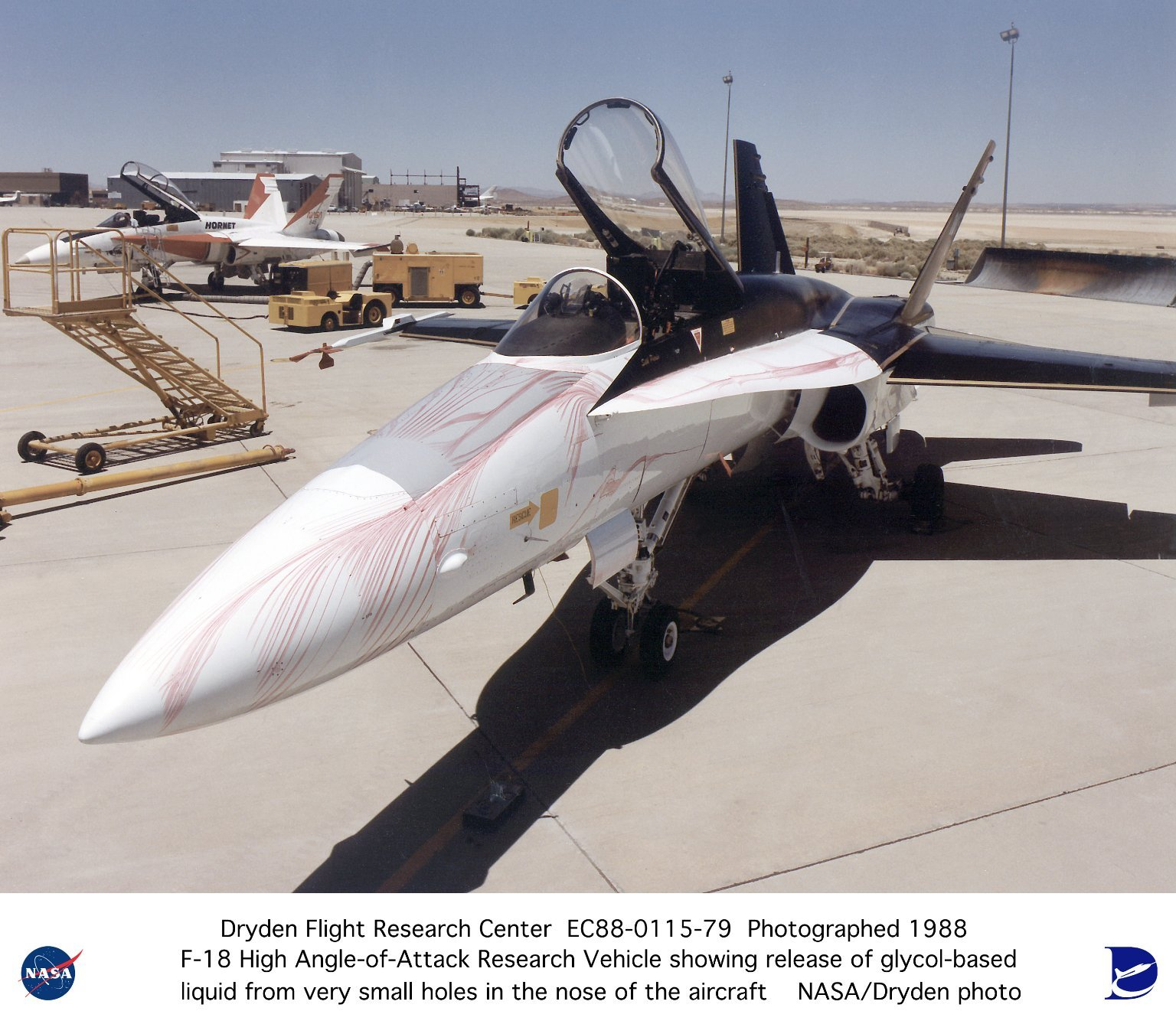
Au sol, test statique du système de marqueurs fumigènes permettant de visualiser l'écoulement de l'air autour de l'avion en vol.

La première phase des essais débuta en avril 1987 et dura jusqu'en 1989. Pour cette première partie du programme, qui comprenait 101 vols de recherche à bord du F-18 spécialement équipé à des angles d'incidence atteignant 55°, aucune modification extérieure n'avait été appliquée à l'avion, mais il reçut un nombre important de capteurs et d'appareils de mesure. Le premier vol, dédié aux vérifications fonctionnelles de l'appareil, se déroula le 2 avril 1987, avec aux commandes le pilote d'essai de la NASA Einar Enevoldson. Ce vol fut suivi de trois autres vols réussis avant que l'avion ne soit confié aux pilotes d'essais « Bill » Dana et Ed Schneider, également de la NASA. Le but de cette première phase, qui n'avait jamais été réalisée auparavant, était d'obtenir de l'expérience avec les mesures aérodynamiques aux angles d'incidence élevés, ainsi que le développement des techniques à utiliser pour réaliser ces mesures en vol,.
Les scientifiques du projet menèrent des études visuelles des écoulements aérodynamiques autour des différentes parties de l'avion. Afin de visualiser avec plus d'efficacité l'écoulement de l'air le long de l'appareil, celui-ci reçut près du nez un système distribuant des traceurs fumigènes à base de liquide antigel à travers des centaines de trous microscopiques situés dans le nez et sur une partie des surfaces planes de l'avion,,. En vol, la fumée se combinait avec l'écoulement de l'air autour de l'avion, ce qui le rendait plus visible sur les vidéos enregistrées par les caméras. Des petits bouts de fils étaient également installés sur une grande partie de la surface de l'appareil. Après les essais, les vidéos étaient analysées pour être comparées avec les données récoltées lors des essais en soufflerie et les modélisations par ordinateur. Les données supplémentaires récoltées incluaient les valeurs de pression enregistrées par des capteurs sur 360° autour du nez de l'avion et sur d'autres parties de l'avion, comme les entrées d'air des moteurs. Une attention particulière fut portée sur les puissants vortex qui se formaient sur l'avant et les apex aux angles d'incidence élevés, ainsi que leur rôle dans la production de phénomènes vibratoires irréguliers et importants au niveau des dérives de l'avion,.

### Deuxième phase du programme

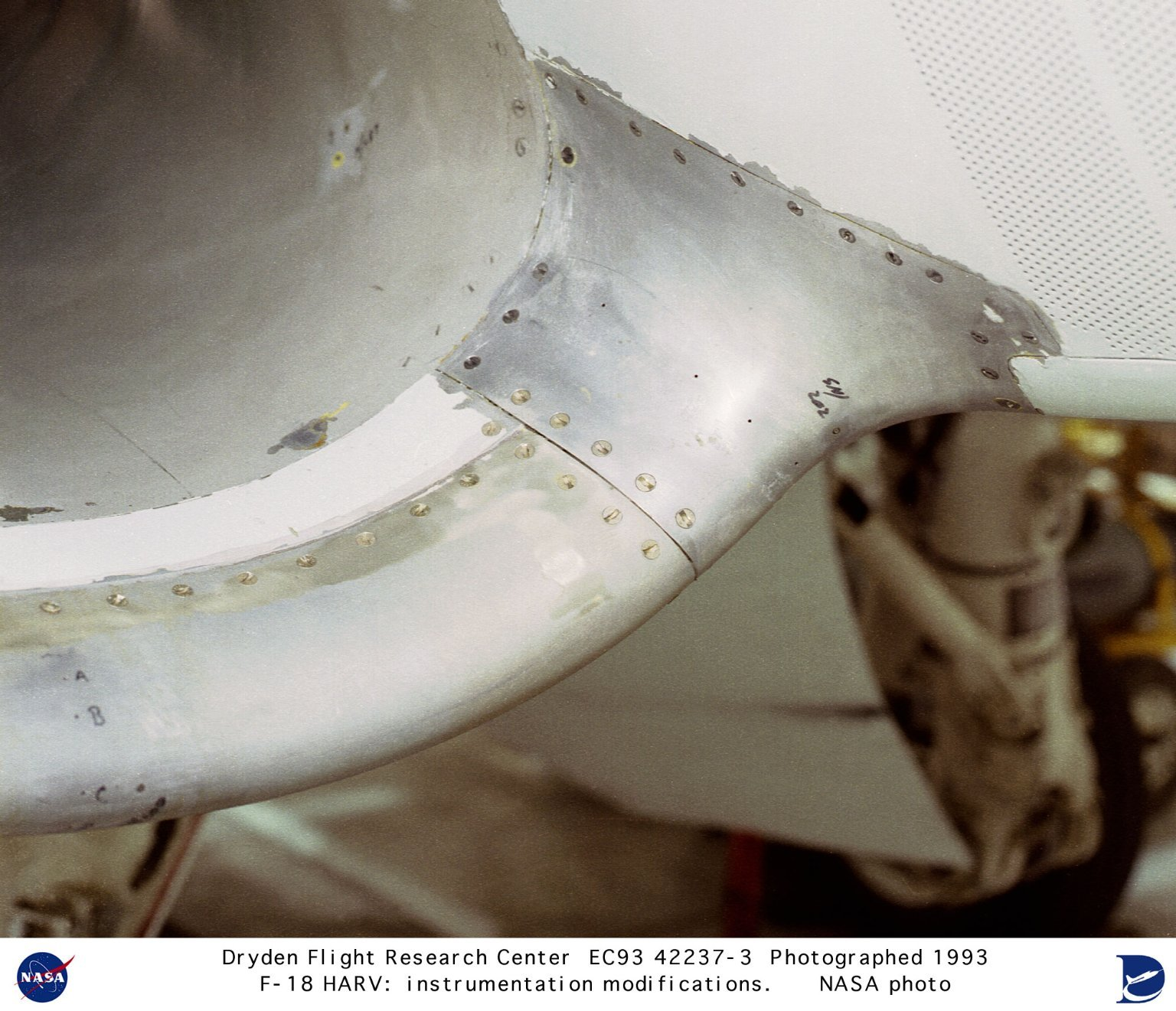
Les capteurs de pression installés sur les lèvres des entrées d'air des moteurs du F-18 HARV.

Les vols réalisés pendant la deuxième phase du programme se focalisèrent sur l'étude des bénéfices apportés par l'utilisation de la poussée vectorielle pour l'amélioration de la manœuvrabilité et du contrôle d'un avion à des angles d'incidence élevés. En parallèle, les équipes du projet continuèrent à effectuer la corrélation des données récoltées en vol avec les résultats des simulations et des essais en soufflerie entamée lors de la première phase. La partie initiale du programme de vol de la phase 2 fut achevée en janvier 1993,.
La phase 2 comprenait d'importantes modifications matérielles et logicielles appliquées à l'avion. Ce dernier reçut un système de poussée vectorielle et ses actionneurs, installés autour des tuyères des moteurs, ainsi qu'un ordinateur de bord expérimental pour la gestion et le contrôle de ses commandes de vol,. Composé de panneaux en forme de pagaies fabriqués en Inconel — un alliage de nickel, de chrome et de fer résistant aux températures élevées —, les déflecteurs d'échappement du système de poussée vectorielle étaient installés autour de l'échappement de chacun des moteurs. Ils permettaient d'appliquer des forces en tangage et lacet sur la cellule de l'avion lorsque sa manœuvrabilité ne pouvait plus être assurée par les forces aérodynamiques autour des ailerons ou des gouvernes. La partie divergente des tuyères des moteurs originaux fut retirée, afin de réduire la distance et l'effet de levier entre les panneaux déflecteurs mobiles et leurs actionneurs,. Les performances subsoniques des moteurs, y-compris avec l'emploi de la postcombustion, ne furent que peu affectées par ces modifications, mais le vol supersonique fut rendu impossible. Le système de vectorisation de la poussée ajoutait une masse de 1 000 kg à la masse totale de l'avion. De plus, l'ajout d'un parachute de sortie de vrille, pour la sécurité, ainsi que d'un générateur de puissance de secours et d'un ballast entraîna une nouvelle prise de poids de 680 kg. Le HARV embarquait également 190 kg de câblages et d'autres équipements qui n'étaient pas directement associés avec le système d'orientation de la poussée,,.
Les vols de recherche débutèrent en juillet 1991, comportant l'utilisation de la poussée vectorielle pour contrôler l'avion dans des parties du domaine de vol où les plans de contrôle aérodynamiques — ailerons, dérives et stabilisateurs horizontaux — perdaient leur efficacité. L'emploi du nouveau système donna d'excellents résultats aux angles d'incidences modérés et un niveau de contrôle acceptable jusqu'à des angles d'environ 70°. Il permit aussi aux chercheurs de recueillir d'importantes quantités de données en maintenant des angles d'incidence élevées pendant de longues durées, ce qui aurait été impossible sans l'ajout de ce système,. Les systèmes de bord modifiés employaient un ordinateur PACE 1750A, fabriqué par Performance Semiconductor Corp. à Sunnyvale, en Californie, et des lois de contrôle de vol spécialement conçues pour être adaptées aux profils des vols de recherches du programme. Celles-ci dictaient la combinaison optimale de contrôle aérodynamique et de poussée vectorielle appliqués pour donner des réponses adaptées aux demandes du pilote pendant le vol,. À son niveau, le cockpit de l'avion ne présentait aucune différence avec celui d'origine du F-18, et aucune action n'était nécessaire pour activer le nouveau système de commandes expérimental. Le système d'origine était toutefois toujours présent, comme système de secours et pour réaliser les phases de décollage et d'atterrissage,.
Les vols d'expansion de l'enveloppe furent achevés en février 1992. Réalisés par les pilotes Bill Dana et Ed Schneider, du Centre Dryden, ils démontrèrent une capacité à maintenir un vol stable jusqu'à des angles d'incidence de 70°, alors que la valeur maximale était précédemment de 55°. Ils permirent également de démontrer que l'avion pouvait désormais effectuer des manœuvres à haute cadence en roulis à des angles de 65°, ce qui aurait été impossible au-delà de 35° sans l'emploi de la poussée vectorielle,.
Entre janvier 1993 et janvier 1994, l'avion fut modifié pour recevoir de l'instrumentation supplémentaire, incluant des capteurs de pression sophistiqués à l'intérieur des entrées d'air des moteurs. Effectuant jusqu'à 2 000 mesures à la seconde, ils permirent de mieux comprendre les caractéristiques du flux d'air entrant dans les moteurs aux angles d'incidences élevés. Les vols reprirent, de janvier à juin 1994, avec aux commandes de l'avion Ed Schneider et Jim Smolka, du Centre Dryden, rejoints pendant de courtes périodes par des pilotes de l'US Navy. Cette deuxième phase du programme comprit 193 vols, dont quelques vols de transition vers la phase 3,.

### Troisième phase du programme

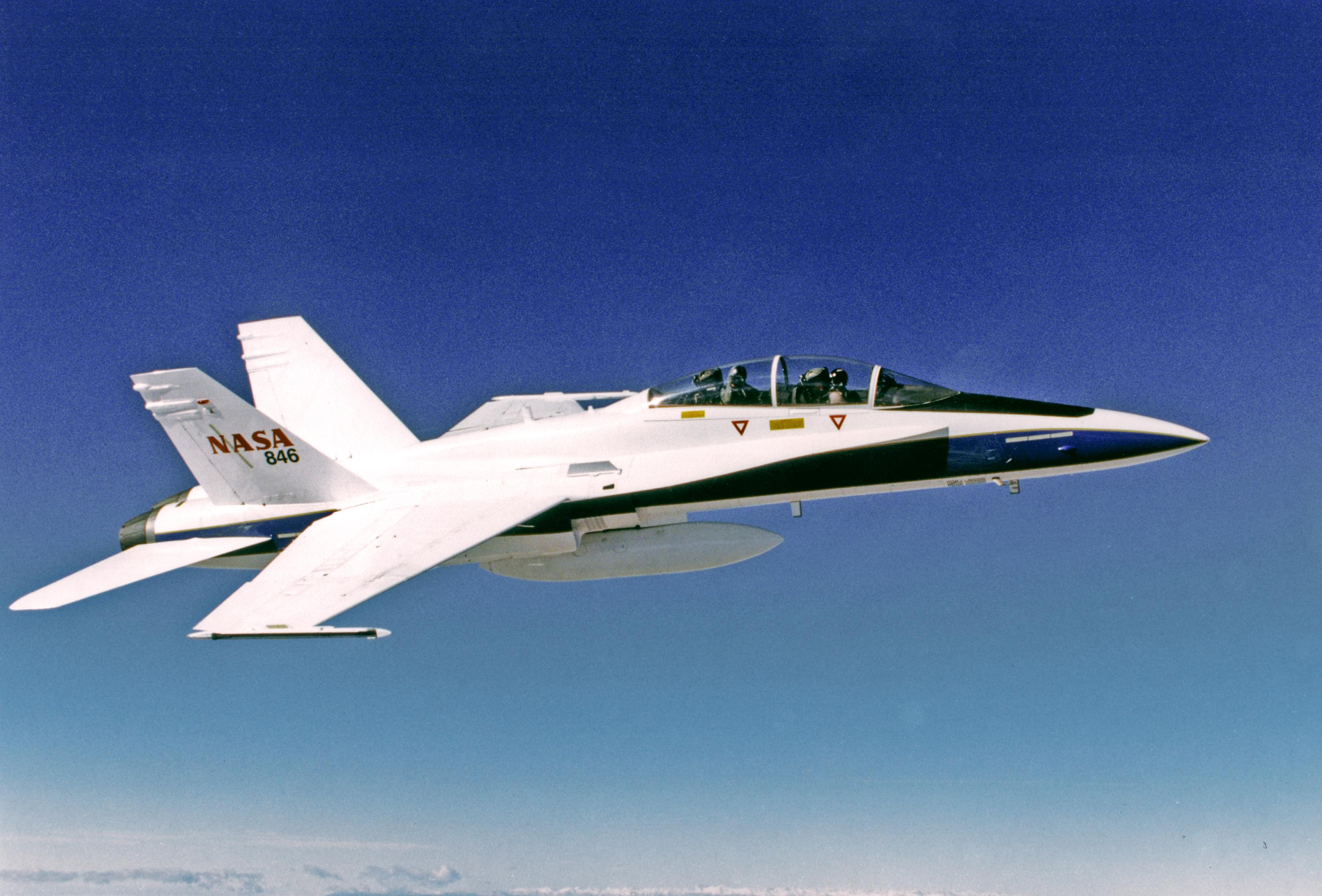
Un F/A-18B en vol, utilisé comme avion suiveur pour les missions de recherche du Centre de recherches Dryden.

Débutant en mars 1995, la  phase 3 du programme se focalisa sur l'évaluation d'un système d'apex mobiles installés des deux côtés du nez de l'avion,, pour améliorer son contrôle en lacet aux forts angles d'incidence, phases pendant lesquelles les dérives deviennent inefficaces. Ces apex, mesurant 121,9 × 15,2 cm étaient montés sur des charnières et fixés de manière conforme sur les côtés de l'avant du fuselage,. Repliés contre le fuselage aux faibles angles d'incidence, ils étaient dépliés afin d'interagir avec les puissants tourbillons produits autour du nez de l'avion aux angles d'incidence élevés,, ce qui produisait d'importantes forces latérales permettant d'obtenir un contrôle en lacet,. Lors des essais en soufflerie, il fut démontré que les apex étaient aussi efficaces aux angles d'incidence élevés que les dérives classiques aux angles d'incidence faibles,.
Les vols d'essais avec les apex mobiles actifs débutèrent en juillet 1995. Leur présence permit aux pilotes de voler selon trois modes différents, : Le premier permettait aux pilotes de ne voler qu'en utilisant la poussée vectorielle. Le seconde leur permettait d'utiliser la poussée vectorielle pour le contrôle en tangage et un mélange de poussée vectorielle/apex mobiles pour le contrôle latéral. Le troisième n'employait la poussée vectorielle que pour le contrôle en tangage, alors que le contrôle latéral était assuré grâce aux apex mobiles. Ces trois modes de vol étaient une caractéristique unique du programme HARV et lui donnaient une exceptionnelle flexibilité pour réaliser des recherches sur les besoins en puissance de contrôle pour les manœuvres aux angles d'incidence élevés,.
La troisième phase se termina en septembre 1996, après 109 vols et un total de 385 vols réalisés depuis le début du projet, en 1987,. Comme les deux phases précédentes, elle apporta de nombreux résultats importants pour la compréhension des phénomènes se produisant aux angles d'incidence élevés, en particulier leur modification grâce à l'emploi de nouveaux systèmes de contrôle actifs,.
Aux côtés des pilotes Schneider et Smolka, le programme fit également appel à Mark Stucky, de Dryden, Phil Brown, de Langley, ainsi que de nombreux pilotes de l'US Navy, l'US Marine Corps, la Royal Canadian Air Force, la Royal Air Force, McDonnell Douglas et CalSpan,.

## Caractéristiques techniques

### Construction
Le HARV fut construit à partir d'un exemplaire de préproduction du chasseur monoplace F/A-18, conçu par McDonnell Aircraft à Saint-Louis, dans le Missouri. Désigné F-18 car ayant été produit avant la redésignation en F/A-18, cet exemplaire particulier fut emprunté à l'US Navy parce-qu'il avait été utilisé par cette dernière pour des essais de vrille et disposait déjà d'un parachute de sortie de vrille de secours. Possédant le Bureau Number « 160780 », cet exemplaire était le sixième appareil de développement construit pour l'US Navy,.
Il avait toutefois été lourdement « cannibalisé » par la Marine américaine, qui ne pensait alors pas le réutiliser un jour, et il arriva en pièces à bord d'un semi-remorque au Centre Dryden, en octobre 1984. Avec 400 pièces et presque aucune documentation technique à propos de son câblage interne, les techniciens du centre furent obligés de retrouver des pièces détachées, éliminer tous les câblages restants, puis reconstruire entièrement l'appareil avec un nouveau câblage. Une fois ce travail complexe achevé, les techniciens peignirent les mots « Silk Purse » (en français : « sac à main en soie ») sur le côté du fuselage, en hommage au travail titanesque effectué pour récupérer ce qui n'était au départ qu'un « Sow's Ear » (en français : « oreille de cochon ») de pièces en vrac.

### Spécifications techniques
Données de NASA Fact Sheet, NASA Technical Memorandum TM-4772.
Caractéristiques générales
- Équipage : 1 pilote
- Longueur : 17,07 m
- Envergure : 11,40 m
- Hauteur : 3,175 m (au niveau de la verrière)
- Masse maximale au décollage : 

  - Phase 1 : 14 505,8 kg (31 980 lb)
  - Phases 2 & 3 : 16 374,2 kg (36 099 lb)
- Moteur : 2 turbofans à faible taux de dilution avec postcombustion General Electric F404-GE-400, 71,17 kN de poussée unitaire avec PC
- Carburant : 2 939,2 kg

 Performances 
- Vitesse maximale : Inférieure à Mach 1